# Dedham (Massachusetts)
Pour les articles homonymes, voir Dedham.
La ville de Dedham (en anglais [ˈdɛdəm]) est le siège du comté de Norfolk, situé dans le Commonwealth du Massachusetts, aux États-Unis. Sa population s’élevait à 24 729 habitants lors du recensement de 2010, estimée à 25 364 habitants en 2017.

## Patrimoine
- Norfolk County Courthouse : palais de justice du comté.

## Source
- (en) Cet article est partiellement ou en totalité issu de l’article de Wikipédia en anglais intitulé « Dedham, Massachusetts » (voir la liste des auteurs).